# Міхелеу
Міхелеу (рум. Miheleu) — село у повіті Біхор в Румунії. Входить до складу комуни Лезерень.
Село розташоване на відстані 410 км на північний захід від Бухареста, 29 км на південь від Ораді, 116 км на захід від Клуж-Напоки, 134 км на північний схід від Тімішоари.

## Населення
За даними перепису населення 2002 року у селі проживали 226 осіб, з них 225 осіб (99,6%) румунів. Рідною мовою 225 осіб (99,6%) назвали румунську.